# Paratrechina yerburyi
Paratrechina yerburyi är en myrart som först beskrevs av Auguste-Henri Forel 1894.  Paratrechina yerburyi ingår i släktet Paratrechina och familjen myror. Inga underarter finns listade i Catalogue of Life.